# Virchowstraße 4 (Magdeburg)

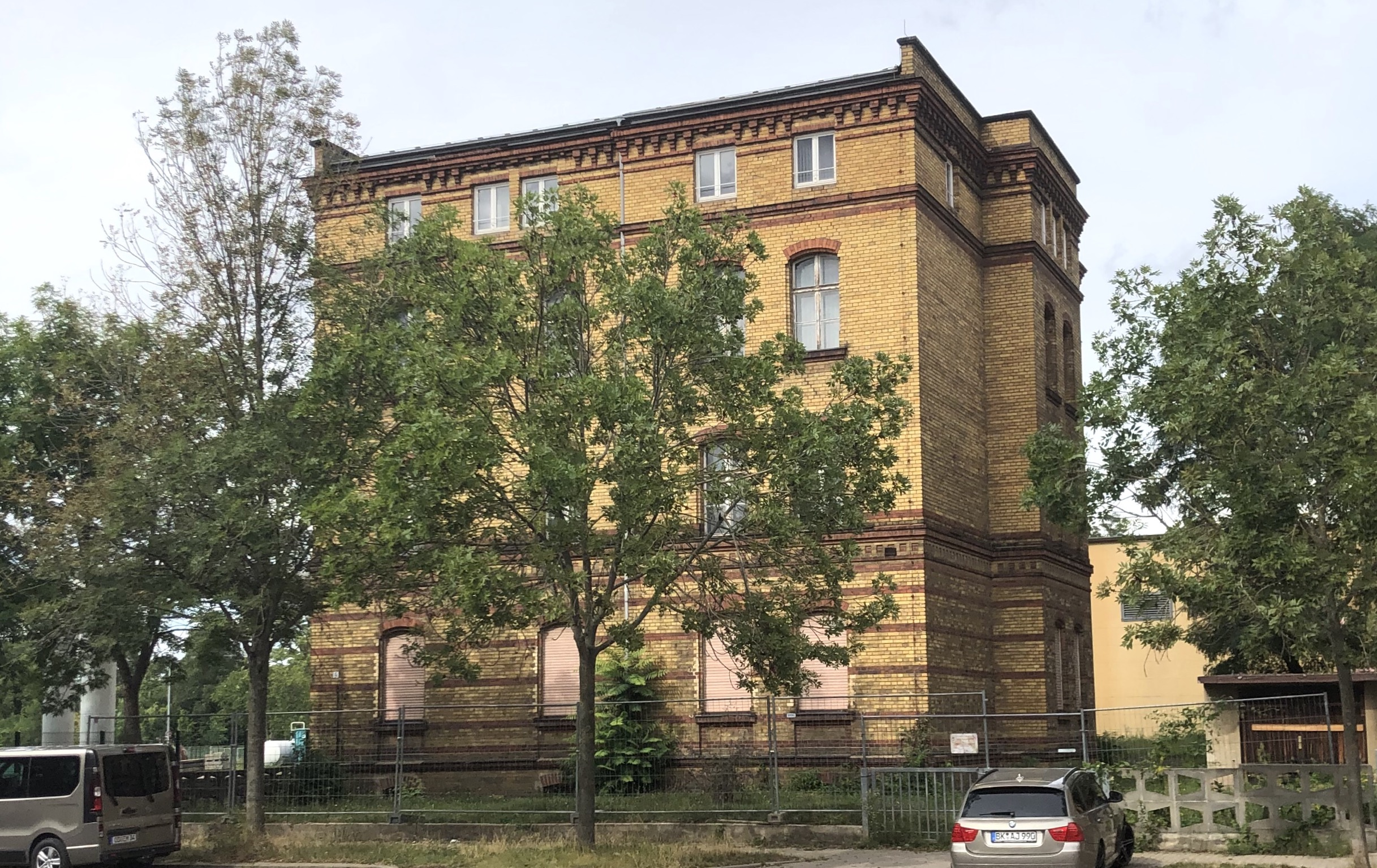
Verwaltungsgebäude Virchowstraße 4

Das Haus Virchowstraße 4 ist ein denkmalgeschütztes Verwaltungsgebäude in Magdeburg in Sachsen-Anhalt.

## Lage
Es befindet sich im Magdeburger Stadtteil Altstadt auf der Nordseite der Virchowstraße, etwa gegenüber der Einmündung der Mindenstraße. Östlich befindet sich der gleichfalls denkmalgeschützte Gebäudekomplex Virchowstraße 2, 3.

## Architektur und Geschichte
Der dreieinhalbgeschossige Bau entstand zwischen 1880 und 1890 als Gebäude für Dienstwohnungen des Artillerie-Depots. Es gehörte zu den militärischen Bauten im Umfeld des nördlich gelegenen Schrote-Exerzierplatzes und der im Zweiten Weltkrieg zerstörten Kaserne Ravensberg.
Die Fassade des in Ziegelbauweise errichteten Gebäude ist zur Straße hin vierachsig ausgeführt. Sie ist horizontal durch farbige Klinker sowie Gesimse gegliedert, die Fensteröffnungen sind als Segmentbögen ausgeführt. Zum Hof hin bestehen Risalite. Bedeckt ist der Bau mit einem Flachdach. Insgesamt präsentiert sich die gründerzeitliche Militärarchitektur des Gebäudes schlicht.
Im örtlichen Denkmalverzeichnis ist das Verwaltungsgebäude unter der Erfassungsnummer 094 76978 als Baudenkmal verzeichnet.
Es gilt, als einer der wenigen erhaltenen Teile der militärischen Nutzung dieses Stadtbereichs, als stadtgeschichtlich bedeutsames Zeugnis der Epoche der Festung Magdeburg.
Das Gebäude wurde bis 2010 als Verwaltungsbau genutzt, steht aktuell jedoch leer (Stand 2020). Nach Plänen der Stadt Magdeburg soll im Haus ein Kriseninterventionszentrum für Kinder und Jugendliche in Not entstehen. Im Mai 2017 fasste der Stadtrat Magdeburg einen Grundsatzbeschluss zum Umbau für 24 Plätze. Im April 2020 wurde die Vorplanung für ein Gesamtkostenvolumen von 1.620.000 € bestätigt.